# Phoroctenia vittata angustipennis
Phoroctenia vittata angustipennis is een tweevleugelige uit de familie langpootmuggen (Tipulidae). De soort komt voor in het Nearctisch gebied.